# Daniel Houghton
Daniel Francis Houghton (* 1740 in Irland; † Juli 1791 in Westafrika) war ein britischer Major und der dritte Afrikareisende im Auftrag der African Association.
Houghton war der Sohn des William Houghton und Enkel von Sir William Houghton. Er trat 1759 als Ensign ins 69th Regiment of Foot der British Army ein, wo auch sein Vater als Captain gedient hatte. Er wurde zum Lieutenant befördert und war als solcher 1772 in der Garnison von Gibraltar stationiert, als ihn der dortige Kommandeur Edward Cornwallis auf eine diplomatische Mission an den Hof des Sultans Mulai Muhammad nach Marokko entsandte. 1778 schied er im Rang eines Captain aus dem Armeedienst aus. Auf der Überfahrt zu einer Anstellung in Indien eroberte seine Flotte 1779 die Insel Gorée von den Franzosen, wo sich Houghton der Garnison anschloss und zeitweise als ziviler Ortsvorsteher (Town-Major) fungierte. 1781 kehrte er nach England zurück. Am 20. Dezember 1783 heiratete er in London Philippa Evelyn (* 1760 in London; † 27. Oktober 1824), die Tochter des Charles Evelyn und der Philadelphia (Philippa) Wright. Das Ehepaar hatte die zwei Söhne, Frederick Hugh Evelyn Houghton (* 4. Juli 1783) und Charles Evelyn Daniel Francis Poplet Houghton (* 20. September 1784), sowie die Tochter Philippa.
Anders als die beiden vorangegangenen Reisenden Simon Lucas und John Ledyard versuchte Houghton vom Gambia aus zum Niger zu gelangen, um dessen Verlauf und anliegende Städte und Staaten zu erforschen. Sein Nachfolger bei der Association, Mungo Park, wählte denselben Weg. Houghton startete 1790 von Plymouth aus und konnte wichtige Erkenntnisse nach London senden. Insbesondere, dass der Niger nördlich nach Timbuktu floss und dann eine Biegung nach Osten machte. Das hat sicherlich auch maßgeblich zu den Theorien beigetragen, dass der Niger in den Nil münde bzw. in der Sahara bei Wangara in einem See oder Sumpf verebbe. Über den weiteren Verlauf des Nigers, der weiter flussabwärts südöstlich floss, konnte er indes keine Informationen gewinnen, da er in der Nähe von Nioro du Sahel, westlich von Timbuktu, verstarb. Die Gründe seines Todes sind ungeklärt. Laut Mungo Parks späteren Informationen, die ihm während seiner Reise zu Gehör kamen, wurde Houghton beraubt und verhungerte anschließend mittellos.